# Labordea
Labordea is een geslacht van vlinders van de familie spinneruilen (Erebidae), uit de onderfamilie Lymantriinae.

## Soorten
- L. chalcoptera (Collenette, 1936)
- L. hedilacea (Collenette, 1936)
- L. leucolineata Griveaud, 1977
- L. malgassica (Kenrick, 1914)
- L. marmor (Mabille, 1880)
- L. prasina (Butler, 1882)
- L. suarezi Griveaud, 1977